# Крусеро-дель-Норте (футбольний клуб)
Клуб Мутуаль Крусеро-дель-Норте (ісп. Club Mutual Crucero del Norte), відоміший під коротшою назвою Крусеро-дель-Норте (ісп. Crucero del Norte) — аргентинський футбольний клуб з міста Гарупа в провінції Місьйонес. Клуб був заснований у 2003 році міжміською автобусною компанією, яка і дала назву команді. Хоча клуб в основному відомий своєю футбольною командою, в ньому культивуються й інші види спорту, зокрема хокей на траві, паддл теніс і великий теніс.

## Історія
Клуб був заснований у 1989 році за ініціативою родини Коропескі, які хотіли організувати спортивний клуб для співробітників своєї транспортної компанії. Тривалий час клуб функціонував як корпоративний клуб, проте в кінці 90-х років ХХ століття власники клубу вирішили зосередитись на створенні професійної футбольної команди. У 2003 році команда розпочала виступати в місцевій регіональній лізі. У 2005 році команда виграла путівку до Торнео Архентіно B, четвертого за рівнем дивізіону аргентинського футболу, а в 2009 році вийшла до Торнео Архентіно A, третього за рівнем дивізіону аргентинського футболу. У 2012 році «Крусеро-дель-Норте» вийшов до другого за рівнем аргентинського дивізіону Прімера B Насьйональ.
У 2014 році Аргентинська футбольна асоціація вирішила провести реформу чемпіонату країни. Найвищий дивізіон країни на сезон 2015 року розширювався до 30 учасників за рахунок 10 команд із другого дивізіону країни Прімери B Насьйональ. Турнір у другому дивізіоні проходив у двох групах, з кожної з яких до найвищого дивізіону виходило по 5 команд. «Крусеро-дель-Норте» зайняв у своїй зоні друге місце, та вийшов до найвищого дивізіону. Проте за підсумками сезону 2015 року клуб зайняв у Прімера Дивізіоні останнє, 30-те місце, та вибув до другого дивізону. За підсумками сезону 2016—2017 років клуб знову опустився до третього за рівнем аргентинського дивізіону.